# Bröder och systrar av den fria anden
Bröder och systrar av den fria anden var en sekteristisk rörelse som uppstod i Sydtyskland på 1200-talet och sedan spridde sig till Frankrike, Italien, Böhmen med flera länder. Dess anhängare, vilka drog omkring i lösa skaror utan fast organisation hyllade med dragning åt panteism och apokalyptik en syndfrihetslära som löste dem från alla sedliga band. Rörelsen dog ut på 1400-talet men fick en avläggare i reformationens vederdöpare.